# Solbriller
Solbriller har til formål at lette orienteringen og skåne øjnene i omgivelser med stærkt sollys.
Inuitterne opfandt simple men effektive solbriller som blot bestod af smalle spalter skåret i træ, ben eller hvaltand ved hjælp af hvilke de kunne færdes i det arktiske vinterlandskab uden at blive sneblinde.
Moderne solbriller laves typisk af plastik. Solbrilleglassene er tonede hvorved en vis del af sollyset absorberes inden det rammer øjet. Mange solbrilleglas indeholder endvidere et polarisationsfilter som absorberer horisontalt polariseret lys. Herved frafiltreres hovedparten af det lys som forinden er blevet reflekteret af spejlende flader i landskabet, f.eks. åbent vand, og som således er særligt generende.
Når man påfører sig solbriller, udvider pupillerne sig pga. den reducerede lysintensitet. Øjet er herved særligt udsat for solstrålingens indhold af ultraviolet lys (som ikke bremses af brilleglassene). Gode solbriller har derfor et indbygget UV-filter.
Synskorrigerende briller fås også med solbrilleeffekt. De fungerer vha. små korn af sølvchlorid (AgCl) som er indlejret i brilleglasset. Sølvchloridet spaltes i sølv og chlor når det belyses med UV. Brilleglassene fremstår da mørke. Sølvkornene virker som små spejle og reducerer intensiteten af det lys som passerer glassene. I gråvejr reagerer sølv og chlor atter, og glassene bliver på ny lyse.
Omvendt fås solbriller med styrke.
Brugen af solbriller er i vore dage ikke blot en praktisk bekvemmelighed for f.eks. skiløbere eller en forholdsregel som træffes af mennesker med lys øjenfarve for at undgå skader på nethinden. Solbriller er tillige et modeobjekt og et statussymbol.